# Kakhovskaïa (métro de Moscou)
Kakhovskaïa (en russe : Кахо́вская et en anglais : Kakhovskaya) est une station de la ligne Kakhovskaïa (ligne 11A) du métro de Moscou, située sur le territoire du raïon Ziouzino dans le district administratif sud-ouest de Moscou.

## Situation sur le réseau
Établie en souterrain, à 8 mètres sous le niveau du sol, la station terminus Kakhovskaïa est située au point 153+21,8 de la ligne Kakhovskaïa (ligne 11A), après la station Varchavskaïa (en direction de Kachirskaïa).
Aboutissement actuel de la ligne, la station dispose du prolongement des deux voies en impasse, d'une jonction entre les tunnels et de deux voies de service au centre.
La correspondance avec la ligne Serpoukhovsko-Timiriazevskaïa (station Sevastopolskaïa) est disposée au centre de la salle (deux escaliers, un pour descendre, l'autre pour monter). La station « Sevastopolskaïa » est disposée exactement sous la station « Kakhovskaïa », perpendiculairement à celle-ci.

## Histoire
La station est ouverte le 11 août 1969. Dès 1985 la station fonctionnait bien et dès 1995 elle est mise en avant et gagne en importance grâce à la ligne Kakhovskaïa. De nombreuses colonnes hexagonale revêtues d'un marbre acajou sont présentes dans la station. Le plancher est couvert d'un granit gris et de labradorite. Les murs sont revêtus de dalles de céramique, blanc au-dessus et framboise en bas, et sont aussi ornés de plaques décoratives coulées consacrées à la Guerre civile (sculptées par V.A. Gortchakov et L.A. Sotchinskaïa entre autres). Les luminaires à tubes sont cachés dans le plafond à nervures.

## Services aux voyageurs

### Accès et accueil
De chaque côté de la station se trouvent des escaliers menant à des vestibules souterrains menant à leur tour à des correspondances et des sorties se trouvant dans des pavillons en verre. Il y a en tout 8 sorties donnant sur l'extérieur dans la station et quatre pavillons.